# Aristolochia macrophylla

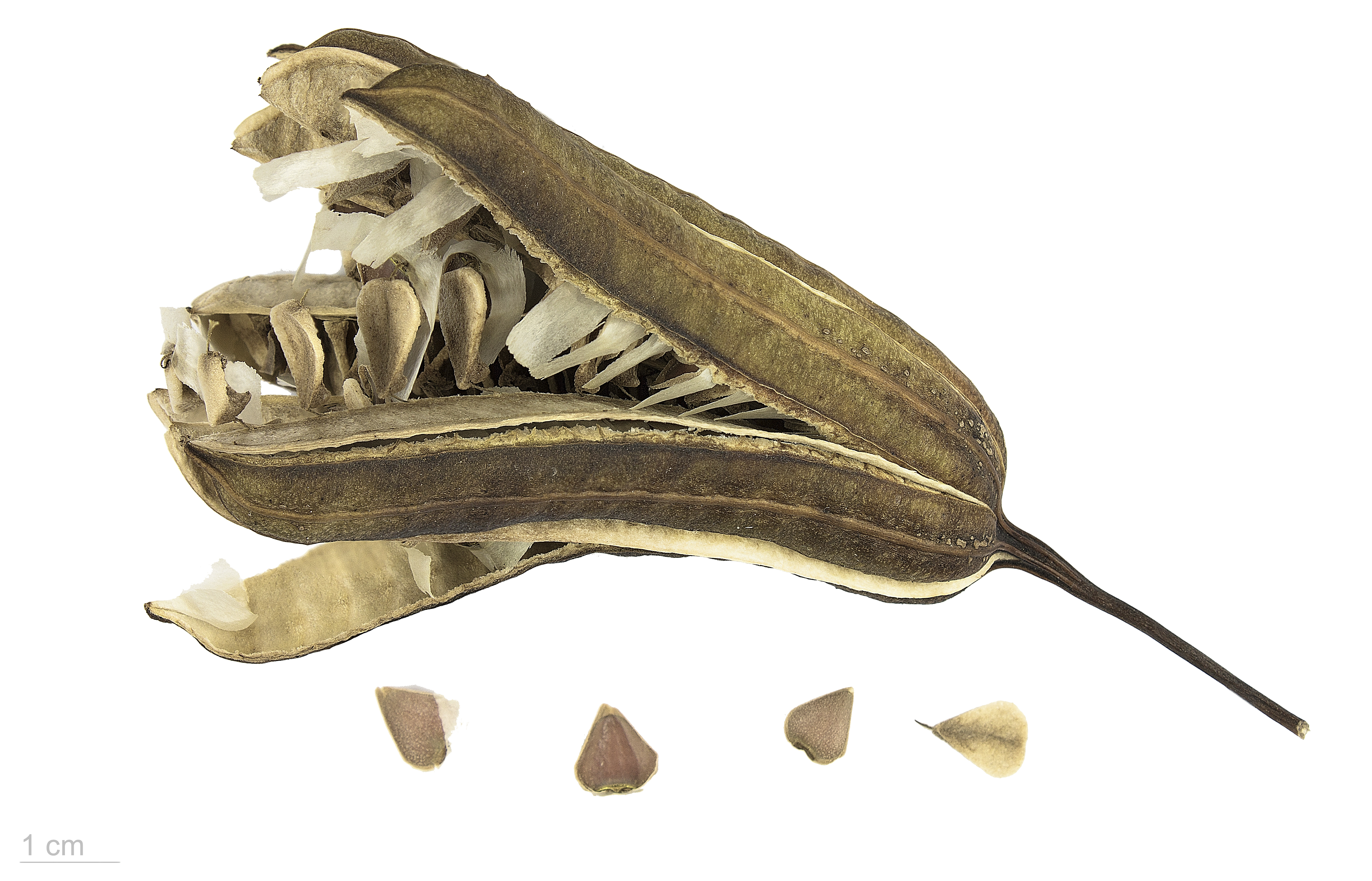
Aristolochia macrophylla

Aristolochia macrophylla là một loài thực vật có hoa trong họ Aristolochiaceae. Loài này được Lam. mô tả khoa học đầu tiên năm 1783.